# Liste jüdischer Friedhöfe in Bulgarien
Die Liste jüdischer Friedhöfe in Bulgarien gibt bisher nur einen sehr kleinen Überblick zu jüdischen Friedhöfen (Еврейският некропол) in Bulgarien. Die Sortierung erfolgt alphabetisch nach den Ortsnamen.

## Liste der Friedhöfe
| Bezeichnung                       | Bild           | Ort                 | Weitere Informationen                   |
| --------------------------------- | -------------- | ------------------- | --------------------------------------- |
| Jüdischer Friedhof (Burgas)       |                | Burgas              |                                         |
| Jüdischer Friedhof (Dupniza)      | weitere Bilder | Dupniza             | siehe                                   |
| Jüdischer Friedhof (Karnobat)     | weitere Bilder | Karnobat (Lage)     | siehe                                   |
| Jüdischer Friedhof (Kjustendil)   | weitere Bilder | Kjustendil (Lage)   | siehe                                   |
| Jüdischer Friedhof (Lom)          | weitere Bilder | Lom (Lage)          | siehe                                   |
| Jüdischer Friedhof (Nikopol)      |                | Nikopol             |                                         |
| Jüdischer Friedhof (Pasardschik)  |                | Pasardschik         |                                         |
| Jüdischer Friedhof (Plewen)       |                | Plewen              |                                         |
| Jüdischer Friedhof (Plowdiw)      | weitere Bilder | Plowdiw (Lage)      | siehe                                   |
| Jüdischer Friedhof (Russe)        |                | Russe               |                                         |
| Jüdischer Friedhof (Schumen)      | weitere Bilder | Schumen (Lage)      | siehe                                   |
| Jüdischer Friedhof (Sliwen)       |                | Sliwen              |                                         |
| Jüdischer Friedhof (Sofia)        | weitere Bilder | Sofia (Lage)        | auf dem Sofioter Zentralfriedhof; siehe |
| Jüdischer Friedhof (Stara Sagora) | weitere Bilder | Stara Sagora (Lage) | siehe                                   |
| Jüdischer Friedhof (Widin)        | weitere Bilder | Widin (Lage)        | siehe                                   |